# Xamxi-Adad III
Xamxi-Adad III o Šamši-Adad III va ser un rei d'Assíria del període d'uns 250 anys entre el 1700 aC i el 1545 aC aproximadament, en el qual van regnar 14 sobirans (incloent un usurpador) dels que no n'existeixen notícies, monuments o inscripcions, ni són esmentats en texts contemporanis o posteriors, i només es coneixen per la Llista dels reis d'Assíria.
Era fill d'un príncep de nom Ixme-Dagan, el germà petit d'Erixum III (i de Xarma-Adad II). Va succeir al seu nebot Ixme-Dagan II per raons desconegudes; podria ser que a la mort d'Ixme-Dagan el seu fill Aixurnirari fos encara molt jove per regnar i que Xamxi-Adad hagués agafat la corona com a degà de la família, governant fins a la seva mort quan la corona hauria retornat a l'hereu legítim; o podria haver ocupat el poder per la força i després haver-lo perdut en un cop de palau o haver mort sense descendents. Segons la Llista reial (per aquesta època generalment en bon estat), va governar durant 16 anys potser del 1563 aC al 1545 aC, i el seu successor va ser el seu nebot Aixurnirari I.